# Cholet
Cholet là một xã trong vùng hành chính Pays de la Loire, thuộc tỉnh Maine-et-Loire, quận Cholet, chef-lieu của 3 tổng. Tọa độ địa lý của xã là 47° 03' vĩ độ bắc, 00° 52' kinh độ đông. Cholet nằm trên độ cao trung bình là 124 mét trên mực nước biển, có điểm thấp nhất là 63 mét và điểm cao nhất là 184 mét. Xã có diện tích 87,47 km², dân số vào thời điểm 1999 là 54.204 người; mật độ dân số là 620 người/km².

## Thông tin nhân khẩu
| 1936   | 1954   | 1962   | 1968   | 1975   | 1982   | 1990   | 1999   | 2005   |
| ------ | ------ | ------ | ------ | ------ | ------ | ------ | ------ | ------ |
| 24 100 | 30 163 | 37 362 | 42 620 | 52 976 | 55 524 | 55 132 | 54 204 | 56 320 |

## Các thành phố kết nghĩa
- Oldenburg, Đức
- Dorohoi, România
- Solihull, Vương quốc Anh
- Dénia, Tây Ban Nha